# Temps de mort tèrmica
El temps de mort tèrmica (TMT) és un paràmetre de l’àmbit de la microbiologia. Defineix el temps necessari per eliminar tots els microorganismes (o tota una població microbiològica d’una espècie concreta) d’una dissolució, suspensió o aliment en una temperatura específica. L’increment de la temperatura fa augmentar la mort tèrmica i, per tant, també, en el cas dels productes alimentaris, permet allargar la data de consum.
El terme fou encunyat per primer cop el 1921 pel químic W.D. Bigelow, en la seva recerca per a l'Associació Nacional d’Envasadors estatunidenca, i provà que el TMT era logarítmic. Depén especialment dels valors D i z a partir de la representació cartesiana de les magnituds del temps i la temperatura.
Convé no confondre'l amb el punt de mort tèrmica (PMT), que és la temperatura en la qual s'eliminen o bé tots els microorganismes o bé els d'una espècie concreta d'un entorn i en 10 minuts. El PMT depèn d'aspectes com l'acidesa (pH), la humitat, el medi de cultiu o l'edat cel·lular i presenta heterogeneïtat entre fílums: és relativament baix per a la majoria de bacteris i paràsits (entre els 50 i els 70 °C), però requereix de temperatures força més elevades en el cas dels fongs i llurs espores (superiors als 100 °C).

## Fonaments teòrics
En termes matemàtics, l’eliminació bacteriana està regida per un valor D, que és el resultant de mesurar gràficament la relació entre el logaritme del temps (t) a l'eix d’ordenades i la temperatura (T) d’exposició a l'eix d’abscisses (pendent -1/D). Consegüentment, la representació de D (ordenades) vers el temps (abscisses) és la que es coneix com a corba del temps de mort tèrmica.
El pendent resultant del logaritme D en funció de la temperatura corba, és a dir, d(logD)/dT, és -1/z. I és aquest valor z el que defineix la temperatura necessària per alterar la TMT, amb l'equació següent a partir de diferents temperatures i sengles valors D:
{\displaystyle Z={T_{2}-T_{1} \over logD1-logD2}}
La D de referència (Dref) és de 121,1 °C i s’associa a processos com l'esterilització. En aquest sentit, el valor z és el temps necessari en una temperatura de valor D per tal d’assegurar el temps de mort tèrmica d’un aliment, per exemple, i és el motiu pel qual en la tecnologia alimentària es duen a terme cinètiques químiques d’aliments per a gèneres microbians de risc per a la salut humana com les salmonel·les, els clostridis o els estafilococs.